# Dolken från Tunis
Dolken från Tunis (originaltitel: The Murder of Roger Ackroyd), på svenska först utgiven under namnet Hur gåtan löstes år 1927, är en detektivroman av Agatha Christie från 1926. Det var när den återutgavs 1940 som den fick titeln Dolken från Tunis. Det var den tredje romanen med Hercule Poirot som detektiv.
Romanen fick bra kritik redan från början. 2013 röstade British Crime Writers' Association fram den som den bästa detektivromanen någonsin. Det är en av Christies mest välkända och mest kontroversiella romaner, där dess nyskapande plot twist hade en avsevärd inverkan på genren. Författaren Howard Haycraft hade med den på sin lista över de mest betydande romaner som skrivits.

## Karaktärer
- Hercule Poirot –  pensionerad från sin roll som privatdetektiv, men återtar det när han ombeds assistera i undersökningen. Vän till offret.
- Dr James Sheppard – den lokale läkaren, Poirots medhjälpare i undersökningarna, och romanens berättare.
- Kommissarie Davis – lokal kommissarie i King's Abbot och undersökningsofficer.
- Kommissarie Raglan – Polisinspektör från den närbelägna staden Cranchester.
- Överste Melrose – Överkommissarie i länet.
- Roger Ackroyd – fallets offer. En rik affärsman och änkling, som är skakad över det nyligen infallna dödsbudet av kvinnan han ämnade gifta sig med, Mrs Ferrars.
- Mrs Ferrars – en änka som ryktades ha förgiftat sin make Ashley Ferrars, en elak alkoholist. Begår självmord i romanens början.
- Mrs Cecil Ackroyd – änka efter Rogers bror Cecil. Hon och hennes dotter har bott i Fernly Park i två år och är ekonomiskt beroende av Roger.
- Flora Ackroyd – Ackroyds brorsdotter, Cecils dotter. Ber om Poirots hjälp med att undersöka mordet på farbrodern. Enligt farbroderns önskan är hon förlovad med Ralph, ovetande om att han redan är gift med Ursula Bourne.
- Kapten Ralph Paton – Ackroyds styvson från hans förra hustrus äktenskap; ibland omnämns som hans "adopteraded" son. Hemligt gift med Ursula Bourne, och polisens starka kandidat till mordet.
- Major Hector Blunt – Ackroyds vän, storviltjägare, gäst i hushållet. Han är hemligt förälskad i Flora. Var närvarande när kroppen hittades.
- Geoffrey Raymond – Ackroyds sekreterare, en ung och energisk man. Närvarande när kroppen hittades.
- John Parker – Ackroyds butler. Bestrider att han ringde till Sheppard natten när Ackroyd mördades; närvarande när kroppen hittades.
- Elizabeth Russell – Ackroyds hushållerska. En attraktiv kvinna för sin ålder.
- Ursula Bourne – Ackroyds husa. En högättad kvinna som tvingats arbeta på grund av fattigdom. Hemligt gift med Ralph och avskedades av Ackroyd när hon berättade detta.
- Charles Kent – Russells illegitime son. Knarkare, nyligen anländ från Kanada. Sheppard såg honom vid grinden till Fernly Park natten då mordet skedde.
- Caroline Sheppard – Dr Sheppards äldre, ogifta syster. Hon har en sällsynt förmåga att vara informerad om vad som pågår i byn.
- Mrs Folliott - Ursulas äldre syster, men undanhöll detta faktum när hon anställdes som husa hos Ackroyd.
- Mr Hammond – Ackroyds advokat.
- Skeppssteward – en okänd patient till Dr Sheppard. Senare påkommen med att ha ringt honom från den lokala järnvägsstationen, vilket Poirot får bekräftat genom ett telegram från skeppet.

## Handling
Berättelsen utspelar sig i den fiktiva byn King's Abbott i England med detektiven Hercule Poirot i en av huvudrollerna. Boken blev en stor framgång, bland annat eftersom den var ett extremt exempel på att mördaren är den allra minst misstänkta. Bokens berättare, Dr James Sheppard, presenterar sig och förklarar att detta är hans minnen av ett mord som inträffade i byn.
I King's Abbot har den rika änkan Mrs Ferrars oväntat begått självmord, vilket har upprört hennes fästman, änklingen Roger Ackroyd. Vid middagen samma kväll i Ackroyds hus Fernly Park består gästerna av hans svägerska Mrs Cecil Ackroyd och hennes dotter Flora, storviltsjägaren major Blunt, Ackroyds privatsekreterare Geoffrey Raymond och doktor Jmaes Sheppard, som Ackroyd bjöd in tidigare på dagen. Under middagen tillkännager Flora sin förlovning med Ackroyds styvson Ralph Baton. Efter middagen avslöjar Ackroyd för Sheppard att mrs Ferrars har berättat att hon var utsatt för utpressning angående mordet på hennes make. Därpå ber han Sheppard att lämna honom ensam då han ska läsa ett brev från mrs Ferrars vilket ankom med posten och som ska vara hennes självmordsbrev. Väl hemma får Sheppard ett telefonsamtal och beger sig till Fernly Park igen efter att ha informerat sin syster att Ackroyds butler Parker har funnit Ackroyd mördad. Men när Sheppard anländer till Fernly Park förnekar Parker att ha ringt. Tillsammans med Raymond och Blunt finner de Ackroyd död i sitt arbetsrum, knivhuggen till döds med ett vapen från sin samling.
Hercule Poirot, som bor i byn, tvingas lämna sin pensionstillvaro efter Floras önskan. Hon tror inte att Paton dödade Ackroyd, trots att han är försvunnen och polisen fann hans fotavtryck på fönsterkarmen till arbetsrummet. Poirot får reda på en rad viktiga fakta om fallet: alla i huset, förutom husan Ursula Bourne, har alibi för mordet; Raymond och Blunt hörde Ackroyd prata med någon efter att Sheppard lämnat rummet, Flora var den sista som såg honom; Sheppard mötte en främling på hemvägen från Fernly Park; Ackroyd hade ett möte med en representant från ett diktafonbolag några dagar tidigare; Parker drar sig till minnes att ha sett en stol i en ovanlig position i arbetsrummet när kroppen hittades, en stol som nu står på sin vanliga plats; brevet från mrs Ferrars har försvunnit. Poirot ber Sheppard om den exakta tiden då han såg främlingen. Han finner senare en gåspenna och en bit styvt tyg i huset, samt en ring med inskriptionen "Från R" i en guldfiskdamm i trädgården.
Raymond och mrs Ackroyd avslöjar att de är skuldsatta och att Ackroyds död kommer lösa detta då de är omnämnda i hans testamente. Flora medger att hon aldrig återsåg farbrodern efter middagen; hon stal pengar från hans sovrum. Hennes avslöjande kastar tvivel på alla andras alibin och ger vid handen att Raymond och Blunt var de sista som hörde Ackroyd vara vid liv. Blunt avslöjar att han är hemligt förälskad i Flora. Poirot kallar till ett andra möte med butlern Parker, hushållerskan miss Russell och den återfunne Ralph Baton. Han avslöjar att gåspennan är en heroingömma som tillhör miss Russells oäkta son, främlingen som Sheppard mötte på mordnatten. Han informerar också att Ursula i hemlighet är gift med Paton då den funna ringen tillhör hennes; den kastades bort efter att Paton bannade henne för att informerat farbrodern om hemligheten, vilket ledde till hennes avskedande. Poirot förklarar därpå att han vet vem mördaren är efter att ha fått ett telegram under samtalet. Han avslöjar inte namnet; istället varnar han mördaren. När Poirot blir ensam med Sheppard avslöjar han att han vet att Sheppard är mördaren.
Sheppard var en som övade utpressning mot mrs Ferrars och mördade Ackroyd för att hindra honom från att få vetskap därom; han antog att hennes självmordsbrev skulle avslöja detta och han stal det efter mordet. Därpå använde han sig av Ackroyds diktafon och fick det till att låta som att Ackroyd var i livet när han gick, varpå han smög tillbaka till rummets fönsterkarm och applicerade Patons fotavtryck; Poirot hade noterat en motsägelse för den tid han uppgav när han såg främlingen. Eftersom han ville vara närvarande på platsen när Ackroyds kropp hittades hade han tidigare samma dag bett en patient att ringa honom hem en tid efter mordet, för att han en ursäkt att återvända till Fernly Park; Poirots telegram bekräftade detta. När Sheppard blev ensam med liket tog han bort diktafonen och flyttade stolen, som hade dolt den, till sin ursprungliga plats. Poirot berättar att all information kommer lämnas till polisen men föreslår att Sheppard begår självmord för att skona sin syster Caroline från sanningen. Doktor Sheppard fortsätter sin berättelse om Poirots undersökning (själva romanen), medger sin skuld och önskade att Poirot skulle misslyckas med att lösa mordet. Romanens epilog tjänar som hans självmordsbrev.

## Litterär betydelse och mottagande
Recensionen i Times Literary Supplement började: "Det här är en välskriven detektivhistoria där den enda kritiken kanske är att det finns alltför många märkliga händelser som egentligen inte har med brottet att göra och som måste klarläggas innan den verklige brottslingen kan upptäckas". Recensionen avslutades: "Det hela är mycket förbryllande, men den store Hercule Poirot, en pensionerad belgisk detektiv, löser mysteriet. Man kan lugnt påstå att mycket få läsare kommer att göra det."
En lång recension i The New York Times Book Review löd bland annat:
Det finns säkert många deckare som är mer spännande och blodisande än 'Dolken från Tunis', men den här recensenten har på senare tid läst väldigt få som ger större analytisk stimulans. Denna berättelse, även om den är underlägsen dem när de är som bäst, är i samma tradition som Poes analytiska berättelser och Sherlock Holmes-berättelserna. Författaren ägnar inte sin talang åt att skapa spänning och chocker, utan åt den ordnade lösningen av ett enda mord, konventionellt dessutom. Miss Christie är inte bara en skicklig tekniker och en anmärkningsvärt bra historieberättare, utan hon vet också precis hur många ledtrådar hon ska ge om den verklige mördaren. I det aktuella fallet blir hans identitet än mer förbryllande genom författarens tekniska skicklighet när det gäller att välja vilken roll han ska spela i berättelsen; Och ändå gör hennes till intet förpliktande karakteristik av honom det till ett helt rättvist förfarande. Den erfarne läsaren kommer förmodligen att upptäcka honom, men det är säkert att säga att han ofta kommer att ha sina tvivel när berättelsen utvecklar sig.
The Observer hade mycket beröm för romanen, särskilt karaktären Caroline:
Ingen är skickligare än miss Christie i att manipulera falska ledtrådar och irrelevanser och villospår; och Dolken från Tunis är en andlös läsning från första till det oväntade. Det är olyckligt att fröken Christie på två viktiga punkter – lösningens natur och användningen av telefonen – har föregripits av en annan nyutkommen roman: sanningen är att just detta fält håller på att bli så välplojat att det är svårt att hitta en jungfrulig plätt någonstans. Men Miss Christies berättelse skiljer sig från de flesta i sin klass genom sitt sammanhang, sin resonlighet och det faktum att karaktärerna lever och rör sig och har sitt varande: den skvallerälskande Caroline skulle vara ett förvärv till vilken roman som helst.
The Scotsman tyckte att handlingen var smart och originell:
När svaret på frågan "Vem dödade Roger Ackroyd?" på de sista tolv sidorna av Miss Christies detektivroman kommer  läsaren att känna att han har blivit rättvist eller orättvist såld. Fram till dess har han från kapitel till kapitel fått balansera i sitt sinne sannolikheterna för eller emot de åtta eller nio personer som misstankarna pekar på. Alla i berättelsen verkar ha en egen hemlighet gömd i rockärmen, vars produktion är absolut nödvändig för att få bitarna i pusslet på plats; och i slutändan visar det sig att doktorn själv är ansvarig för den största biten av tystlåtenhet. Boken kan rekommenderas som en av de smartaste och mest originella i sitt slag.
Howard Haycraft inkluderade i sitt verk Murder for Pleasure från 1941 romanen i sin lista över de mest inflytelserika kriminalromanerna som någonsin skrivits.
Den engelske deckarförfattaren och kritikern Robert Barnard skrev i A Talent to Deceive: An appreciation of Agatha Christie att denna roman är "Skild från den sensationella lösningen är detta en ganska konventionell Christie." Han drog slutsatsen att detta är "en klassiker, men det finns några bättre [romaner av] Christie."
John Goddard skrev en analys av huruvida Christie "fuskar" med sin sensationella lösning och drog slutsatsen att anklagelsen om fusk misslyckas.
I en biografi om Christie skrev Laura Thompson att detta är den ultimata detektivromanen:
Dolken från Tunis är den suveräna, den ultimata detektivromanen. Den vilar på den mest eleganta av alla vändningar, berättaren som avslöjas som mördaren. Denna twist är inte bara en funktion av handlingen: den sätter hela konceptet med detektivromaner på en armatur och skulpterar den till en bländande ny form. Det var inte en helt ny idé ... Inte heller var det helt och hållet hennes egen idé ... Men här, insåg hon, fanns en idé värd att ha. Och det var bara hon som kunde ha klarat av det så fullständigt. Bara hon hade den nödvändiga kontrollen, viljan att hålla sig borta från författarscenen och låta sin intrig lysa klart.
Åren 1944–1946 angrep den amerikanske litteraturkritikern Edmund Wilson hela deckargenren i en serie om tre kolumner i The New Yorker. Den andra, i numret från 20 januari 1945, hade titeln "Vem bryr sig om vem dödade Roger Ackroyd?", även om han inte gör någon analys av romanen. Han ogillar mysteriehistorier helt och hållet och valde den berömda romanen som titel på sitt verk.
År 1990 kom Dolken från Tunis på femte plats i The Top 100 Crime Novels of All Time, en rankning av medlemmarna (alla deckarförfattare) i Crime Writers' Association i Storbritannien. En liknande rankning gjordes 1995 av Mystery Writers of America, vilket placerade denna roman på tolfte plats.
Litteraturprofessorn och författaren Pierre Bayard undersökte i verket Qui a tué Roger Ackroyd? (Vem dödade Roger Ackroyd?) från 1998, Agatha Christies Ackroyd på nytt och föreslog en alternativ lösning i en annan kriminalroman. Han argumenterade för en annan mördare – Sheppards syster Caroline – och säger att Christie undermedvetet visste vem den verklige gärningsmannen är.
1999 ingick romanen i Le Mondes lista över århundradets 100 böcker som publicerades i den franska tidningen Le Monde, utvald av läsarna från en lista på 200 böcker.
År 2013 röstade Crime Writers' Association fram denna roman som CWA:s bästa roman någonsin. De 600 medlemmarna i CWA sa att det var "det finaste exemplet på genren som någonsin skrivits". Det är en hörnsten i kriminallitteraturen, som "innehåller en av de mest hyllade vändningarna i deckarhistorien". Omröstningen som gjordes på 60-årsjubileet av CWA hedrade också Agatha Christie som den bästa deckarförfattaren någonsin.
I artikeln "Binge!" i Entertainment Weekly nummer #1343–44 (26 december 2014 – 3 januari 2015) valde författarna Dolken från Tunis som en "EW och Christie-favorit" på listan över "Nine Great Christie Novels".
Karaktären Caroline Sheppard erkändes senare av Christie som en möjlig föregångare till hennes berömda detektiv Miss Marple.

## Berättarröst och struktur
Boken utspelas i den fiktiva byn King's Abbot i England. Den berättas av doktor James Sheppard, som blir Poirots assistent i stället för kapten Hastings som har gift sig och bosatt sig i Argentina. Boken innehåller en oväntad intrigvändning i det sista kapitlet då det avslöjas att doktor Sheppard var en opålitlig berättare som använde sig av litterär knep för att dölja sin skuld utan att skriva något osant (till exempel: "Jag gjorde det lilla som behövdes" vid tidpunkten då han gömde diktafonen och flyttade stolen).

## Inspiration
1977 avslöjade Christie i sina memoarer att romanens huvudidé hade hon fått av sin svåger James Watts som hade föreslagit en roman där mördaren skulle vara en slags Doktor Watsonkaraktär, vilket Christie ansåg vara "en otroligt originell tanke".
I mars 1924 fick Christie även ett brev från Lord Mountbatten. Han hade imponerats av hennes tidigare verk och skrev om en idé som liknade Watts förslag. Christie besvarade brevet och efter en stund av tankarbete började hon skriva boken men med en egen handling. Hon medgav även att hon varit inspirerad av det olösta mordet på advokaten Charles Bravo, som hon ansåg hade utförts av doktor James Manby Gully.
I december 1969 skrev Mountbatten till Christie igen efter att ha sett en föreställning av Råttfällan. Han nämnde sitt brev från 1924 och Christie svarade att han hade spelat en roll i tillkomsten av boken.

## Publikationshistorik
Berättelsen publicerades först som en följetong i femtiofyra delar i London Evening News från torsdagen den 16 juli till onsdagen den 16 september 1925 under titeln Who Killed Ackroyd? I USA gick berättelsen som följetong i fyra delar i Flynn's Detective Weekly från 19 juni (volym 16, nummer 2) till 10 juli 1926 (volym 16, nummer 5). Texten var kraftigt förkortad och varje del hade en osignerad illustration.
År 1928 fanns Dolken från Tunis tillgänglig i punktskrift genom Storbritanniens Royal National Institute for the Blind och var bland de första verken som valdes ut för överföring till grammofonskivor för deras bibliotek Books for the Blind hösten 1935. År 1936 listades den som en av endast åtta böcker som fanns tillgängliga i denna form.

### Bokdedikation
Christies dedikation i boken lyder: "Till Punkie, som gillar en ortodox detektivhistoria, mord, förhör och misstankar som faller på var och en i tur och ordning!"
"Punkie" var smeknamnet på Christies syster och äldsta syskon, Margaret ("Madge") Frary Watts (1879–1950). Trots åldersskillnaden på elva år stod systrarna varandra nära under hela livet. Christies mor föreslog först för henne att hon skulle lindra tristessen av en sjukdom genom att skriva en berättelse. Men strax därefter, när systrarna hade diskuterat den nyligen publicerade klassiska detektivhistorien av Gaston Leroux, Mysteriet med gula rummet (1908), sa Christie att hon skulle vilja försöka skriva en sådan berättelse. Margareta utmanade henne och sa att hon inte skulle klara av det. År 1916, åtta år senare, kom Christie ihåg detta samtal och inspirerades att skriva sin första roman, En dos stryknin.
Margaret Watts skrev en pjäs, The Claimant, baserad på Tichborne-fallet, som spelades en kort tid i West End på Queen's Theatre från 11 september till 18 oktober 1924, två år före bokutgivningen av Dolken från Tunis.

## Bearbetningar

### Teaterpjäs
Boken låg till grund för den tidigaste bearbetningen av Christies verk när pjäsen Alibi, bearbetad av Michael Morton, hade premiär på Prince of Wales Theatre i London den 15 maj 1928. Den spelades 250 föreställningar med Charles Laughton som Poirot. Laughton medverkade också i Broadwayuppsättningen av pjäsen, med titeln The Fatal Alibi, som hade premiär på Booth Theatre den 8 februari 1932. Den amerikanska uppsättningen blev inte lika framgångsrik och lades ner efter bara 24 föreställningar. Alibi inspirerade Christie att skriva sin första teaterpjäs, Black Coffee. Christie, med sin hund Peter, deltog i repetitionerna av Alibi och tyckte att det var roligt. Men "hon var tillräckligt irriterad över ändringarna i originalet för att vilja skriva en egen pjäs".

### Film
Pjäsen blev den första ljudfilmen baserad på ett Christie-verk. Den var 75 minuter lång och hade premiär den 28 april 1931 av Twickenham Film Studios och producerades av Julius S. Hagan. Austin Trevor spelade Poirot, en roll han repriserade senare samma år i filmatiseringen av Christies pjäs Black Coffee från 1930. Alibi anses vara en förlorad film.

### Radio
Orson Welles anpassade romanen till en timmes radiopjäs för The Campbell Playhouse den 12 november 1939. Welles spelade både Dr Sheppard och Hercule Poirot. Pjäsen anpassades av Herman J. Mankiewicz, producerades av Welles och John Houseman, och regisserades av Welles.
Medverkande:

Orson Welles som Hercule Poirot och Dr Sheppard

Edna May Oliver som Caroline Sheppard

Alan Napier som Roger Ackroyd

Brenda Forbes som Mrs Ackroyd

Mary Taylor as Flora

George Coulouris som Inspector Hamstead

Ray Collins som Mr Raymond

Everett Sloane som Parker
Romanen anpassades också som en 11/2-timmars radiopjäs för BBC Radio 4 som sändes första gången den 24 december 1987. John Moffatt gjorde den första av sina många framträdanden som Poirot. 

### TV
Dolken från Tunis blev ett 103 minuter långt drama som sändes i Storbritannien på ITV söndagen den 2 januari 2000, som ett specialavsnitt i deras serie Agatha Christie's Poirot. I den här versionen är Japp – inte Sheppard – Poirots assistent, vilket gör att Sheppard bara är ännu en misstänkt. Greppet från Dr Sheppards dagbok behålls dock som den förmodade källan till Poirots berättarröst och utgör en integrerad del av slutet. Handlingen avviker avsevärt från boken, bland annat kör Sheppard över Parker flera gånger med sin bil och begår självmord med sin pistol efter en jakt genom en fabrik. Ackroyd förändrades till en äldre, snålare man, illa omtyckt av många, som äger en kemisk fabrik. Mrs Ackroyd, svägerska till Roger Ackroyd, är inte heller lika tokig som i bokversionen. Inspelningen ägde rum på Castle Combe i Wiltshire.

## Serieroman
Dolken från Tunis släpptes av HarperCollins som en serieroman den 20 augusti 2007, bearbetad och illustrerad av Bruno Lachard (ISBN 0-00-725061-4). Detta är en översättning från den utgåva som först publicerades i Frankrike av Emmanuel Proust éditions 2004 under titeln Le Meurtre de Roger Ackroyd.